# Mafikengia ciliata
Mafikengia ciliata (лат.) — вид мух из семейства каллифориды (Calliphoridae), единственный в составе рода Mafikengia. Назван по месту обнаружения (Mafikeng, ЮАР).

## Распространение
Распространены в Афротропике (Mafikeng, ЮАР).

## Описание
Мухи мелкого размера (около 4 мм), основная окраска жёлтая. От близких групп отличается следующими признаками: крыловая жилка R1 сверху оголена; парафациальная зона очень широкая, шире ширины первого членика жгутика; аристальные волоски примерно равны ширине первого флагелоомера; есть две крупные латероклинатные орбитальные щетинки; ментум широкий, лодкообразный; щупики жёлтые на всем протяжении; затылок слегка расширен; нижний калиптер широкий; развиты брюшные тёмные полосы по заднему краю тергитов. Термитофилы, найдены на гнезде Odontotermes. Близок к роду Termitoloemus.